# Dragstråle

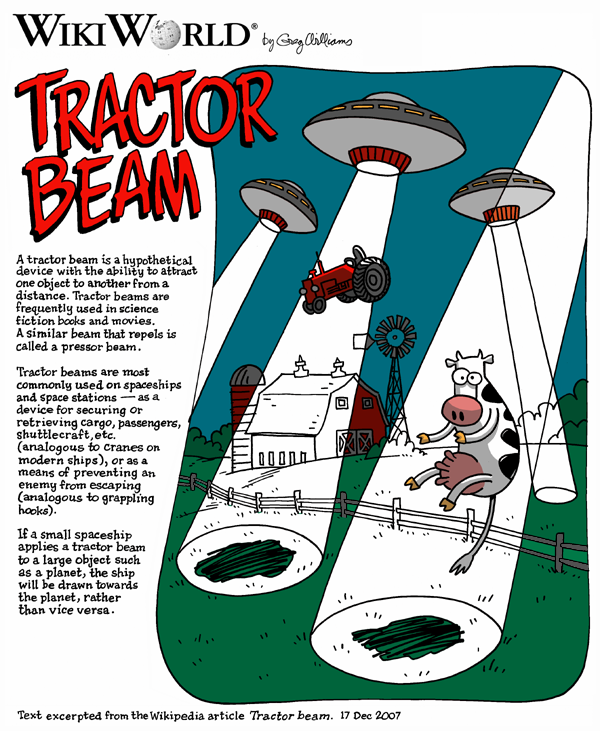
traktorstråle

En dragstråle eller traktorstråle (engelska: tractor beam) är en hypotetisk metod att förflytta föremål i olika riktningar. Begreppet myntades av  E. E. Smith i romanen  Spacehounds of IPC från 1931. Sedan 1990-talet har teknik och forskning använts för att försöka göra fenomenet till verklighet. Det enda resultat som hittills nåtts är dock små framgångar på mikroskopisk nivå.

### Fotnoter
1. ↑  ”Nasa examines 'tractor beams' for sample gathering”. BBC News. 1 november 2011. http://www.bbc.co.uk/news/science-environment-15535115. Läst 1 oktober 2014.
2. ↑  ”Star Trek style 'tractor beam' created by scientists” (på engelska). BBC. 25 januari 2013. http://www.bbc.com/news/uk-scotland-tayside-central-21187598. Läst 1 oktober 2014.